# Seznam chráněných území v okrese Námestovo
Toto je seznam chráněných území v okrese Námestovo aktuální k roku 2015, ve kterém jsou uvedena chráněná území v oblasti okresu Námestovo.
| Kód | Obrázek | Typ | Název  | Rozloha (ha) | Galerie Commons | Popis území                                                                                 | Souřadnice                       |
| --- | ------- | --- | ------ | ------------ | --------------- | ------------------------------------------------------------------------------------------- | -------------------------------- |
| 357 |         | NPR | Minčol | 96,10        |                 | Fragmenty přirozených smrkovo-bukovo-jedlových a smrkových lesních porostů v Oravské Maguře | 49°16′40″ s. š., 19°14′34″ v. d. |
| 374 |         | PR  | Paráč  | 45,27        |                 | Zbytky původních porostů vysokohorských smrčin v Oravské Maguře                             | 49°19′22″ s. š., 19°12′51″ v. d. |

## Zrušená chráněná území
| Kód  | Obrázek | Typ | Název               | Rozloha (ha) | Galerie Commons | Popis území                                                                                           | Souřadnice |
| ---- | ------- | --- | ------------------- | ------------ | --------------- | --- | ---------- |
| 1090 |         | CHA | Oravská vodní nádrž | 1 584,99     |                 | Chráněný areál zanikl 1. března 2004 začleněním do systému zón chráněné krajinné oblasti Horní Orava. |            |